# Tzomet
Tzomet (en hebreo: צומת, cruce) es un partido político laico de Israel de derecha política. El partido fue fundado por el general Rafael Eitan en 1983, tras su retiro del cargo de Jefe del Estado Mayor de las FDI (Ramatcal) en 1982. Eitan dirigió el partido a lo largo de su existencia y lo organizó como un partido de derecha laico, con un fuerte componente agrario. Muchos de los miembros de Tzomet y sus diputados eran vecinos de Eitan en Tel Adashim (una pequeña comunidad agrícola). Tzomet popularizó el lema: "Paz por paz", el partido era contrario al lema: "Paz por territorios", ya que sus miembros y simpatizantes eran contrarios al derecho al retorno del pueblo palestino a los territorios palestinos ocupados por el estado sionista de Israel.
Tzomet participó por primera vez en las elecciones legislativas de Israel de 1984 en una lista conjunta con el partido Tehiya y Eitan fue su único miembro en la Knéset. Tzomet y Tehiya, se separaron en 1987 y Tzomet participó en solitario en las elecciones parlamentarias de Israel de 1988, obteniendo dos escaños. El partido se unió al gobierno de Isaac Shamir en 1990 y Eitan fue nombrado Ministro de Agricultura. Sin embargo, el partido abandonó la coalición en diciembre de 1991 en protesta por la participación de Isaac Shamir en la Conferencia de Paz de Madrid. En las elecciones parlamentarias de Israel de 1992 Tzomet obtuvo ocho escaños, pero no fueron incluidos en la coalición de gobierno de izquierda. Sin embargo, el éxito del partido provocó también su caída. Ninguno de los nuevos miembros de la Knéset tenía ninguna experiencia política y la mayoría eran completamente anónimos. Una broma popular describía al partido como "Raful y los siete enanitos". Empezaron las protestas contra el comportamiento tiránico de Raful y tres diputados – Gonen Segev, Esther Salmovitz y Alex Goldfarb – marcharon para fundar el partido Yiud, que también sufrió la escisión del partido Atid (futuro). Los tres dejaron el partido porque a Segev se le ofreció el cargo de ministro de Energía en el gobierno de Isaac Rabin, si votaba a favor de los Acuerdos de Oslo, a los que se oponía el partido Tzomet, y que no habrían sido aprobados sin su voto.
Todo esto redujo la popularidad del partido y en las elecciones generales de Israel de 1996 el partido Tzomet optó por presentarse en una lista conjunta con el Likud y Guesher, bajo el nombre de Lista Nacional Conjunta. Tzomet se aseguró varios puestos relativamente importantes en la lista combinada, en parte como recompensa por la retirada de Eitan como candidato a primer ministro - las elecciones de 1996 fueron las primeras elecciones israelíes que disponían de un doble voto, uno para la Knéset y una votación directa para el puesto de Primer ministro de Israel. Finalmente, tres candidatos del partido Tzomet obtuvieron un escaño, aunque uno de ellos, Moshe Peled, se separó para formar su propia facción, antes de unirse al partido Moledet.
En las Elecciones generales de Israel de 1999 Tzomet participó en solitario, pero había perdido casi todo su apoyo y sólo obtuvo 4.128 votos, menos del 10% del número necesario para cruzar el umbral electoral del 1,5%. Tras la humillante derrota, Eitan se retiró de la vida política.
El partido ha participado tanto en las elecciones de 2003 como en las de 2006 pero sólo obtuvieron 2.023 y 1.342 votos respectivamente. En las elecciones de 2009, Tzomet volvió a fracasar. En el período previo a las elecciones de abril de 2019, el parlamentario del Likud Oren Hazan no logró conseguir un puesto realista en la lista del Likud y recibió sólo una pequeña cantidad de votos en las primarias. Tras su fracaso en las primarias del Likud, Oren Hazan declaró que abandonaría el Likud y encabezaría su propio partido, asumiendo el control del partido Tzomet, largamente inactivo. Hazán reformó el partido, abandonando el secularismo y la conducta de estadista de Eitan a favor de la política y la retórica populista derechista del propio Hazán. Bajo Hazan, Tzomet obtuvo el mejor resultado desde la partida de Eitan, obteniendo 2.417 votos. Pese al éxito marginal de Hazán, este resultado estuvo lejos de ser suficiente para alcanzar el umbral electoral y Oren Hazán perdió su escaño en la Knesset. Tras el fracaso de Hazán a la hora de revivir el partido, éste volvió a manos de Moshe Gerin, que devolvió al partido su forma original, centrándose en el agrarismo y los asentamientos. El partido obtuvo un mal resultado en las elecciones de septiembre de 2019, recibiendo 14.805 votos (un 0,33% por ciento del voto popular) y no fue capaz de conseguir representación en la Knéset.  En las elecciones parlamentarias de Israel de 2022, Tzomet obtuvo solamente un total de 377 votos. El partido sigue existiendo actualmente y mantiene un sitio web.

## Resultados electorales
|  | 4,0 % |

|  | 2,0 % |

|  | 6,4 % |

|  | 0,1 % |

|  | 0,1 % |

|  | 0,0 % |

|  | 0,1 % |

|  | 0,1 % |

|  | 0,33 % |

|  | 0,02 % |

|  | 0,01 % |

a En coalición con Tehiya.